# Ogeu-les-Bains
 Ogeu-les-Bains  es una población y comuna francesa, en la región de Aquitania, departamento de Pirineos Atlánticos, en el distrito de Oloron-Sainte-Marie y cantón de Oloron-Sainte-Marie-Est.

## Demografía
| 1 536 | 1 173 | 1 360 | 1 663 | 1 605 | 1 698 | 1 708 | 1 613 | 1 605 | 1 498 | 1 474 | 1 375 | 1 362 | 1 332 | 1 324 | 1 217 | 1 208 | 1 150 | 1 113 | 1 094 | 1 020 | 1 006 | 953 | 830 | 852 | 845 | 884 | 823 | 824 | 1 042 | 1 085 | 1 084 | 1 115 |
| Para los censos de 1962 a 1999 la población legal corresponde a la población sin duplicidades (Fuente: INSEE [Consultar]) |       |       |       |       |       |       |       |       |       |       |       |       |       |       |       |       |       |       |       |       |       |     |     |     |     |     |     |     |       |       |       |       |

## Economía
La principal actividad es la agrícola (ganadería, pastos, policultivo).